# III летняя рабочая олимпиада
III летняя рабочая олимпиада состоялась в 1937 году в Антверпене (Бельгия) с 25 июля по 1 августа 1937 года. Непосредственно соревнования проводились с 29 июля по 1 августа.

## Предыстория
Рабочая олимпиада в Антверпене стала третьей официальной Рабочей олимпиадой. I Летняя Рабочая Олимпиада, инициатором проведения которой был созданный в 1920 году ЛСИ, состоялась в 1925 году во Франкфурте-на-Майне (Германия). В ней приняли участие рабочие спортсмены из стран, где рабочее спортивное движение было организовано под руководством союзов и клубов, входивших в ЛСИ. На I Летнюю рабочую олимпиаду не были допущены представители КСИ, образованного в 1921 году в Москве, в который входили и спортивные организации СССР.
В 1931 году в Вене (Австрия) Социалистический рабочий спортивный интернационал (САСИ) организовал II Всемирную Олимпиаду рабочих спортсменов, приурочив её к открытию конгресса Социалистического рабочего интернационала и тем самым демонстрируя своё единство с ним.
В 1936 году был создан Международный комитет по организации борьбы против проведения Олимпийских игр в Германии. В ответ на эту инициативу президент Олимпийского комитета США Эвери Брендедж заявил, что бойкот — это «чуждая духу Америки идея, заговор в целях политизировать Олимпийские игры».
По инициативе КСИ Комитет принял решение о проведении в 1936 году Всемирной народной олимпиады в Барселоне (Испания). В республиканскую Испанию прибыли более 2000 спортсменов из национальных организаций КСИ, САСИ и других рабочих спортивных союзов и клубов. Народная олимпиада должна была продолжаться с 19 по 26 июля 1936 года (закончившись за шесть дней до начала Олимпиады в Берлине), однако не состоялась из-за начавшегося 17 июля фашистского мятежа. Рабочая олимпиада в Антверпене стала вторыми соревнованиями, совместно организованными САСИ и КСИ.

## Виды спорта
В программу Олимпиады вошли следующие виды спорта:
- Баскетбол
- Бокс
- Борьба
- Велоспорт
- Гимнастика
- Водное поло
- Волейбол
- Лёгкая атлетика
- Мотоциклетный спорт
- Настольный теннис
- Баскская пелота
- Перетягивание каната
- Плавание
- Теннис
- Тяжёлая атлетика
- Футбол
- Чешский гандбол[англ.]*
- Шахматы

## Ход соревнований
Рабочая олимпиада 1937 года стала совместным мероприятием КСИ и САСИ. III летняя рабочая олимпиада явилась самым крупным спортивным событием до Второй мировой войны. Общая борьба с фашизмом объединила спортсменов ЛСИ (САСИ) и КСИ; некогда враждовавшие они участвовали на этой Олимпиаде вместе.
Соревнования проходили на Олимпийском стадионе Антверпена. На соревнованиях имели право выступать только спортсмены-любители. Победители получали дипломы чемпионов.
Футбольные игры на III Международной рабочей олимпиаде проводились по олимпийской системе (проигравшие выбывают).

## Страны-участницы
В Олимпиаде приняли участие 14 тысяч спортсменов-рабочих из 15 стран:
- Англия
- Бельгия
- Голландия
- Дания
- Испания
- Норвегия
- Палестина
- СССР
- Финляндия
- Франция
- Чехословакия
- Швеция

В Рабочей олимпиаде впервые не участвовали спортсмены из Германии, так как Рабочая федерация гимнастики и спорта была запрещена ещё в 1933 году.

## Спортсмены и чемпионы

### СССР
Впервые на Рабочую олимпиаду была направлена делегация из СССР, которую возглавили председатель Московского комитета по делам физкультуры И. Л. Ерастов, руководитель футбольной делегации Николай Старостин и А. Новиков.
Сборная СССР на Рабочую олимпиаду добиралась на поезде, отправившегося с Белорусского вокзала 26 июля и прибывшего в Антверпен 28 июля. Поезд проходил по железным дорогам Польши и Германии (в том числе через Берлин).
Среди атлетов: пловцы, штангисты, боксеры, гимнасты (в том числе девушки), футболисты. Олимпиада стала первым выступлением советских спортсменов на крупных международных соревнованиях. В их числе были штангист Георгий Попов, легкоатлеты Александр Дёмин, Мария Шаманова, братья Серафим и Георгий Знаменские. Делегация СССР насчитывала 53 спортсмена, в том числе 19 орденоносцев.
От СССР в Рабочей олимпиаде принимала участие московская футбольная команда «Спартак», усиленная Константином Малининым (ЦДКА), Петром Теренковым («Локомотив», Москва), Григорием Федотовым («Металлург», Москва), Всеволодом Шиловским («Динамо», Киев). Перед решающим матчем футбольной команды из-за травм не набиралось полного состава игроков. В итоге, в качестве игрока на поле вышли руководитель футбольной делегации Николай Старостин и гимнаст Михаил Дмитриев. Спартаковцы выиграли матч у сборной Норвегии 2:0 и стали победителями турнира.
Советский боксёр Николай Королев встретился с финским боксером Хелендером (нокаут на 23-й секунде). В финале боксировал с палестинцем Хильдерадестом, который не имел права выступать на любительском ринге, так как был боксером-профессионалом. Бой закончился на 2-й минуте победой Королёва нокаутом.
Олимпиада была самым значительным событием в международных спортивных связях СССР.
На обратном пути советские спортсмены по приглашению рабочих организаций Франции посетили Париж, где также провели ряд товарищеских выступлений.
Чемпионами Олимпиады из числа спортсменов СССР стали:
- Елена Карпович, Зоя Синицкая, Сергей Ляхов, Николай Озолин, Серафим Знаменский, Мария Шаманова, Роберт Люлько (лёгкая атлетика);
- Виктор Михайлов, Николай Королёв, Евгений Огуренков, Леван Темурян (бокс);
- Михаил Касьяник, Николай Серый, Михаил Дмитриев, Александр Джорджадзе (спортивная гимнастика);
- Семён Бойченко (плавание);
- Моисей Касьяник (категория 60 кг), Георгий Попов (категория 67,5 кг), Николай Шатов (категория 75 кг), Александр Божко (категория 82,5 кг), Моисей Касьяник, Владимир Крылов, Константин Назаров, Яков Куценко (тяжёлая атлетика).

Победителем футбольного турнира стал московский клуб «Спартак», в составе которого были братья Старостины, Григорий Федотов и другие.

### Финляндия
Чемпионом игр стал пловец Вяйнё Лескинен, будущий государственный деятель Финляндии.

## Характеристика
Олимпиада в Антверпене стала последним крупным соревнованием рабочих-спортсменов перед Второй мировой войной. На этом история рабочих олимпиад завершилась с роспуском Коминтерна (1943), прекратил свою деятельность и Красный спортивный интернационал.

### Видео
- Arbeidersolympiade 1937
- 3rd Workers Olympics Antwerpen 1937